# Mouzieys-Teulet
Mouzieys-Teulet es una población y comuna francesa, ubicada en la región de Mediodía-Pirineos, departamento de Tarn, en el distrito de Albi y cantón de Villefranche-d'Albigeois.

## Demografía
| 336 | 293 | 251 | 257 | 307 | 311 |
| Para los censos de 1962 a 1999 la población legal corresponde a la población sin duplicidades (Fuente: INSEE [Consultar]) |     |     |     |     |     |